# Muska Mosston
Muska (Moshe) Mosston (Haifa, Israel) 1925 – el 22 de juliol de 1994) va ser professor d'educació física en diversos llocs al seu Israel nadiu abans d'emigrar als Estats Units d'Amèrica el 1950.
Va estar al càrrec del Departament de Kinesiologia a la Universitat Rutgers, i va ensenyar pedagogia a la Universitat East Stroudsburg Arxivat 2021-05-10 a Wayback Machine. i a la Universitat de Temple.
Mosston va rebre diversos premis del Departament d'Estat de Nova Jersey i de la Universitat de Jyväskylä.
A través de la seua obra va influenciar els professionals de l'educació física amb la seva anàlisi i estudi dels mètodes i estils d'ensenyament.